# Ruskin College
Il Ruskin College, originariamente noto come Ruskin Hall, Oxford, è un'istituzione scolastica indipendente a Oxford, in Inghilterra. Fu chiamato in onore del saggista e critico John Ruskin (1819-1900), creato nel 1899 con lo scopo di offrire opportunità educative agli uomini della classe operaia, a cui fu negato l'accesso ad altre università di Oxford.

## Storia
Il Ruskin College è stato fondato nel 1899 da Charles Austin Beard e Walter Watkins Vrooman, due americani che avevano studiato all'Università di Oxford, con l'intenzione di consentire alle persone della classe operaia di accedere all'istruzione superiore. Fin dall'inizio, l'università aveva un forte legame con i movimenti dei lavoratori in Inghilterra, allontanandosi dal modello di studio classico della maggior parte delle università di Oxford, per concentrarsi sullo studio delle scienze sociali. Molte delle prime classi erano composte principalmente da lavoratori di una corporazione di minatori.
Durante la prima guerra mondiale, l'edificio dell'istituzione fu utilizzato per ospitare i rifugiati belgi, e in seguito come dormitorio delle infermiere. Durante i primi anni della sua esistenza, l'università era esclusivamente per uomini, iniziando lentamente ad accettare le donne dal 1919 in poi.
Nel corso del XX secolo, molti studenti di Ruskin furono associati a partiti della sinistra britannica, come il Partito Laburista e il defunto Partito Comunista Britannico. Tra gli illustri studenti di Ruskin c'erano gli ex primi ministri britannici, Clement Attlee e John Prescott, nonché lo storico britannico Raphael Samuel.

### Articoli di giornali
- Liz Lightfoot, Ruskin at 120: has the workers’ college lost its way?, 5 marzo 2019. URL consultato il 21 marzo 2020.

### Libri
- Sophie Scott-Brown, The Workshop Historian: Ruskin College and the Early Years of the History Workshop (PDF), in The Histories of Raphael Samuel - A portrait of a people’s historian, ANU Press, 2017,  pp. 95-130.

### Pagine web
- Raymond King, A Brief History of Ruskin College, su raggeduniversity.co.uk, 13 febbraio 2014. URL consultato il 21 marzo 2020.